# Cerynea ampafana
Cerynea ampafana är en fjärilsart som beskrevs av Pierre E.L. Viette 1976. Cerynea ampafana ingår i släktet Cerynea och familjen nattflyn. Inga underarter finns listade i Catalogue of Life.